# Брауэрс, Люк
Люк Брауэрс (нидерл. Luuk Brouwers; род. 3 мая 1998 года, Хелмонд) — нидерландский футболист, полузащитник и капитан клуба «Херенвен».

## Клубная карьера
Брауэрс — воспитанник клубов «Брабант Юнайтед» и «Ден Босх». 10 апреля 2015 года в матче против дублёров ПСВ он дебютировал в Эрстедивизи составе последних. 7 апреля 2017 года в поединке против МВВ Маастрихт Люк забил свой первый гол за «Ден Босх». Летом 2020 года Брауэрс перешёл в «Гоу Эхед Иглз» на правах свободного агента. 30 августа в матче против «Дордрехта» он дебютировал за новый клуб. 23 октября в поединке против НЕКа Люк забил свой первый гол за «Гоу Эхед Иглз». В 2021 году Брауэрс помог клубу выйти в элиту. 13 августа в матче против «Херенвена» он дебютировал в Эредивизи.
22 марта 2022 года подписал пятилетний контракт с клубом «Утрехт».
21 августа 2023 года перешёл на правах аренды в «Херенвен».